# Kultur, Samhälle, Mediegestaltning
Kultur, Samhälle, Mediegestaltning är en tvärmedial utbildning vid Linköpings universitet, Campus Norrköping. Teori och praktik blandas i ett system upplagt i projektblock. Yrkesvalen efter utbildningarna är många, men medieproducent och projektledare är exempel på de vanligaste.